# Calmette
Calmette är en udde i Antarktis. Den ligger i Västantarktis. Argentina, Chile och Storbritannien gör anspråk på området.
Terrängen inåt land är huvudsakligen kuperad, men åt sydväst är den platt. Havet är nära Calmette åt nordväst. Trakten är glest befolkad. Närmaste befolkade plats är San Martín Station, 9,4 kilometer sydost om Calmette. 